# Rudolph Bischoff
Rudolph Ferdinand Franz Bischoff (* 21. April 1861 in Olmütz, Mähren; † 1948 in Graz) war ein österreichischer Rechts- und Sozialwissenschaftler.

## Leben
Bischoff besuchte in Olmütz Grundschule und Gymnasium. Nach dem dortigen Verweis machte er 1880 sein Abitur in Troppau (heute: Opava). Anschließend studierte er Rechtswissenschaften an der Universität Graz, unter anderem bei Ludwig Gumplowicz wie auch seinem Onkel Ferdinand Bischoff (1826–1915). Seine erste Tätigkeit nach dem Studium führte ihn 1884 zur Post in Wien, ab 1885 nach Graz. Bischoff war beim Grazer Stadtrat später Konzepts-Adjunkt, 1889 Kommissär und 1893 Sekretär beim Stadtrat Graz. 1903 wurde er selbst zum Stadtrat ernannt; 1910 zum Ober-Stadtrat. 1919 wurde er pensioniert. 
1889 wurde er an der Grazer Universität zum Dr. iur. utr. promoviert. 1904 habilitierte er sich im Fach Österreichische Verwaltungsgesetzkunde und lehrte an der Universität Graz als Privatdozent für Verwaltungs- und Gewerberecht, ab 1909 Privatdozent für Österreichisches Verwaltungs- und Verfassungsrecht an der Technischen Universität Graz. Zusammen mit Alfred Gürtler  hielt er an der Universität Graz das vielbeachtete "Soziologisches Konversatorium".
1924 wurde er zum a.o. Professor für Nationalökonomie ernannt.
1934 wurde er emeritiert.
Bischoff war Mitbegründer der Soziologischen Gesellschaft in Graz. Er übernahm nach dem Tod von Friedrich Sueti am 25. März 1910 die Leitung der Gesellschaft bis zu ihrer Selbstauflösung 1935.

## Schriften
- mit Conrad Rupprecht: Zur Aenderung des Unterstützungstarifes. Graz 1899.
- Die gewerbliche Betriebsanlage vom Standpunkt des österreichischen Verwaltungsrechtes. Graz 1902.
- Der Anspruch auf Armenversorgung. Leuschner & Lubensky, Graz 1903.
- Zur Frage der Neugestaltung der rechts- und staatswissenschaftlichen Studien und Prüfungen. In: Österreichische Zeitschrift für Verwaltung. XLI. Jahrgang, Nr. 6, Wien 1908.
- Die Stenographie im öffentlichen Dienste. Graz 1909.